# Sarah Coombes
Pour les articles homonymes, voir Coombes.
Sarah Coombes est une femme politique britannique, élue députée de la circonscription de West Bromwich (en) lors des élections générales de 2024.

## Biographie

### Formation
Sarah Coombes est d'abord scolarisée à la Queens Park Community School de Londres, avant d'étudier l'histoire et la politique au Jesus College d'Oxford de 2010 à 2013.

### Carrière politique
Sarah Coombes travaille pendant trois ans en tant que responsable des politiques et des communications pour Tom Watson, lorsqu'il est chef adjoint du parti travailliste. Elle est ensuite conseillère du maire de Londres, Sadiq Khan.
En juin 2023, elle est sélectionnée comme candidate du Parti travailliste dans la circonscription de West Bromwich (en), nouvellement créée par un redécoupage électoral à partir de celle de West Bromwich East.
Lors des élections générales de 2024, elle est élue députée avec 9 554 voix d'avance sur le candidat conservateur, Will Goodhand.